# Audi Field
Het Audi Field is een multifunctioneel stadion in Washington D.C., een stad in de Verenigde Staten.

## Gebruik en opening
Het stadion wordt vooral gebruikt voor voetbalwedstrijden, de clubs Washington Spirit en D.C. United maken gebruik van dit stadion. Het nationale elftal speelde in dit stadion een CONCACAF Nations Leaguewedstrijd tegen Cuba. In het stadion is plaats voor 20.600 toeschouwers, waarvan 2.050 Businessplaatsen zijn. Het stadion werd geopend op 9 juli 2018. De openingswedstrijd ging tussen D.C. United en Vancouver Whitecaps. Deze wedstrijd werd gespeeld op 14 juli 2018 en eindigde in 3–1.

## Afbeeldingen

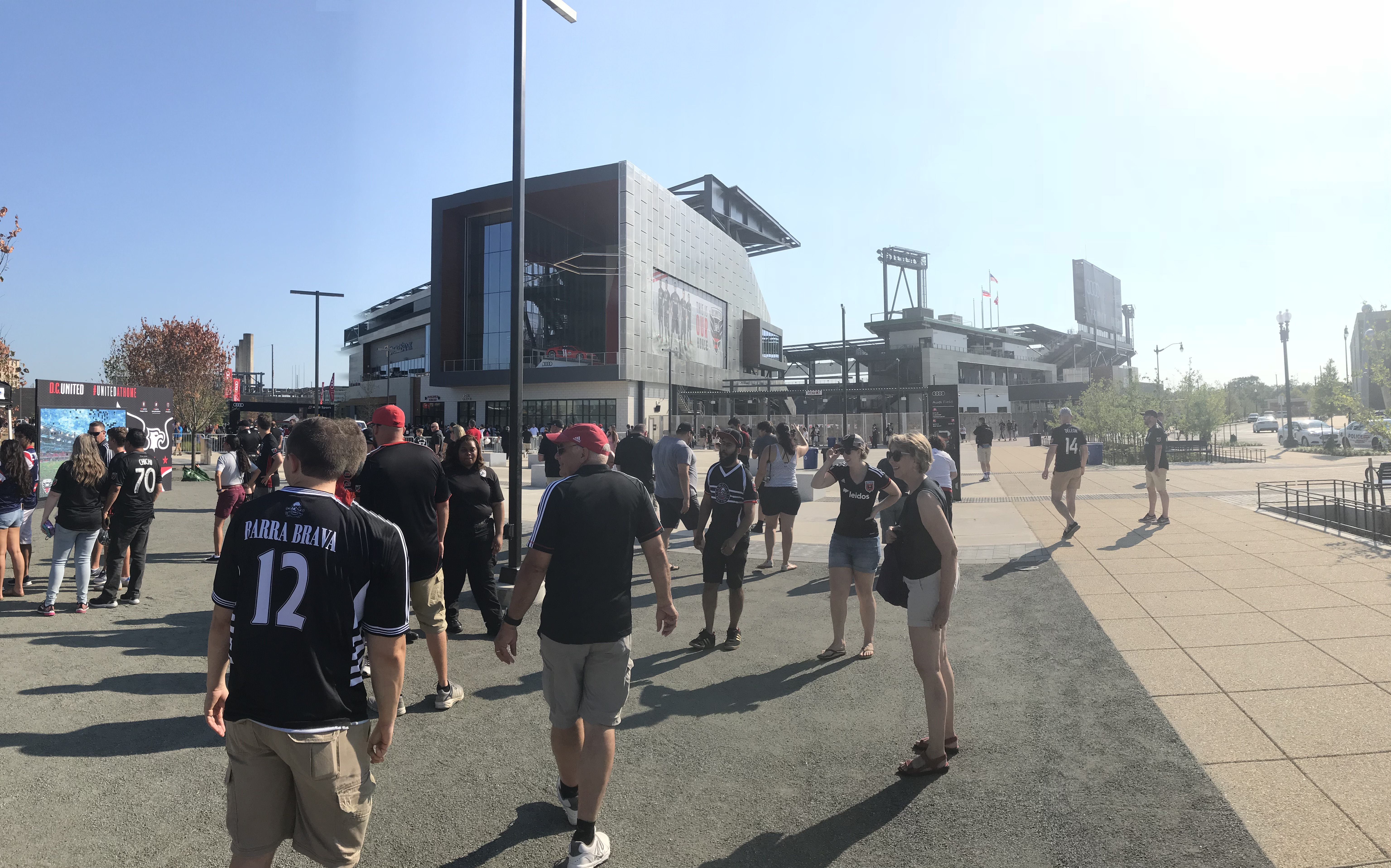
Ingang van het stadion.
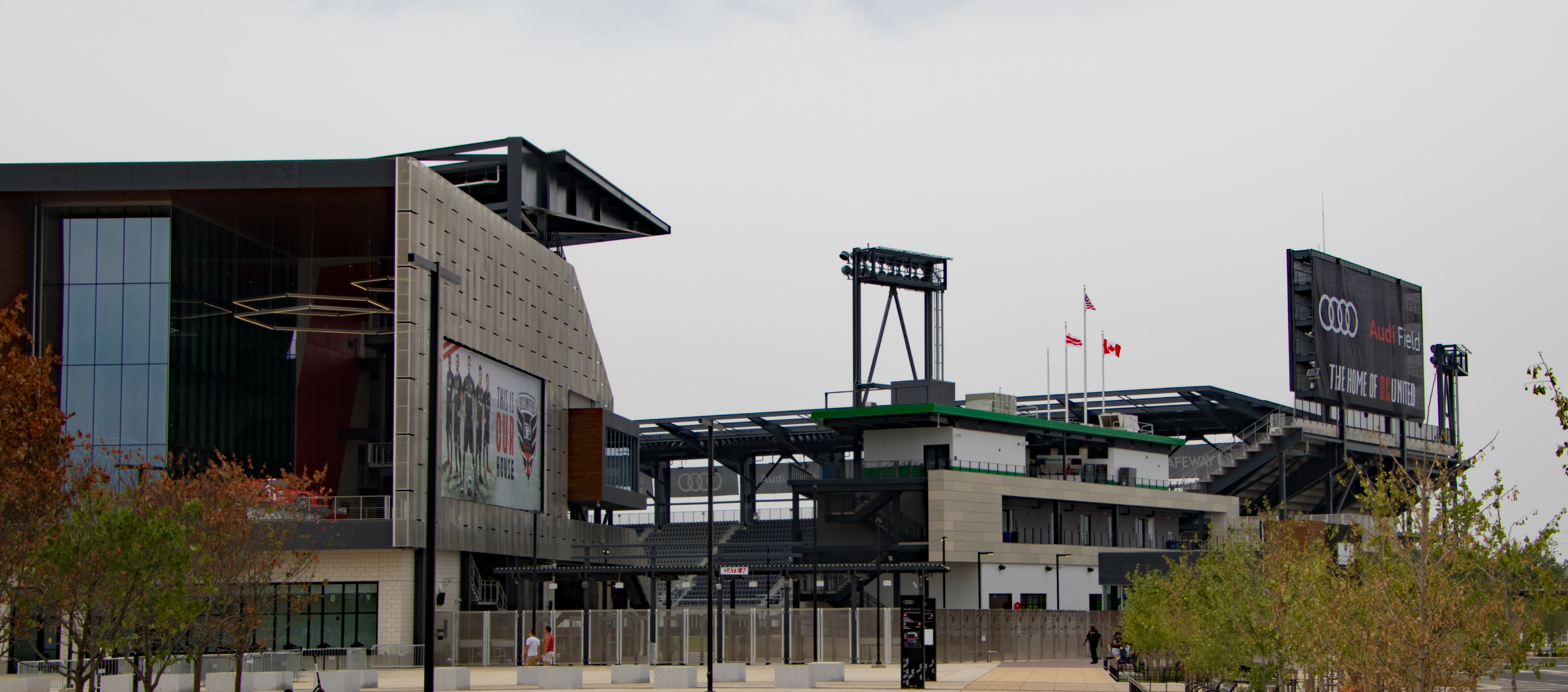
Buitenkant van het stadion (2018).
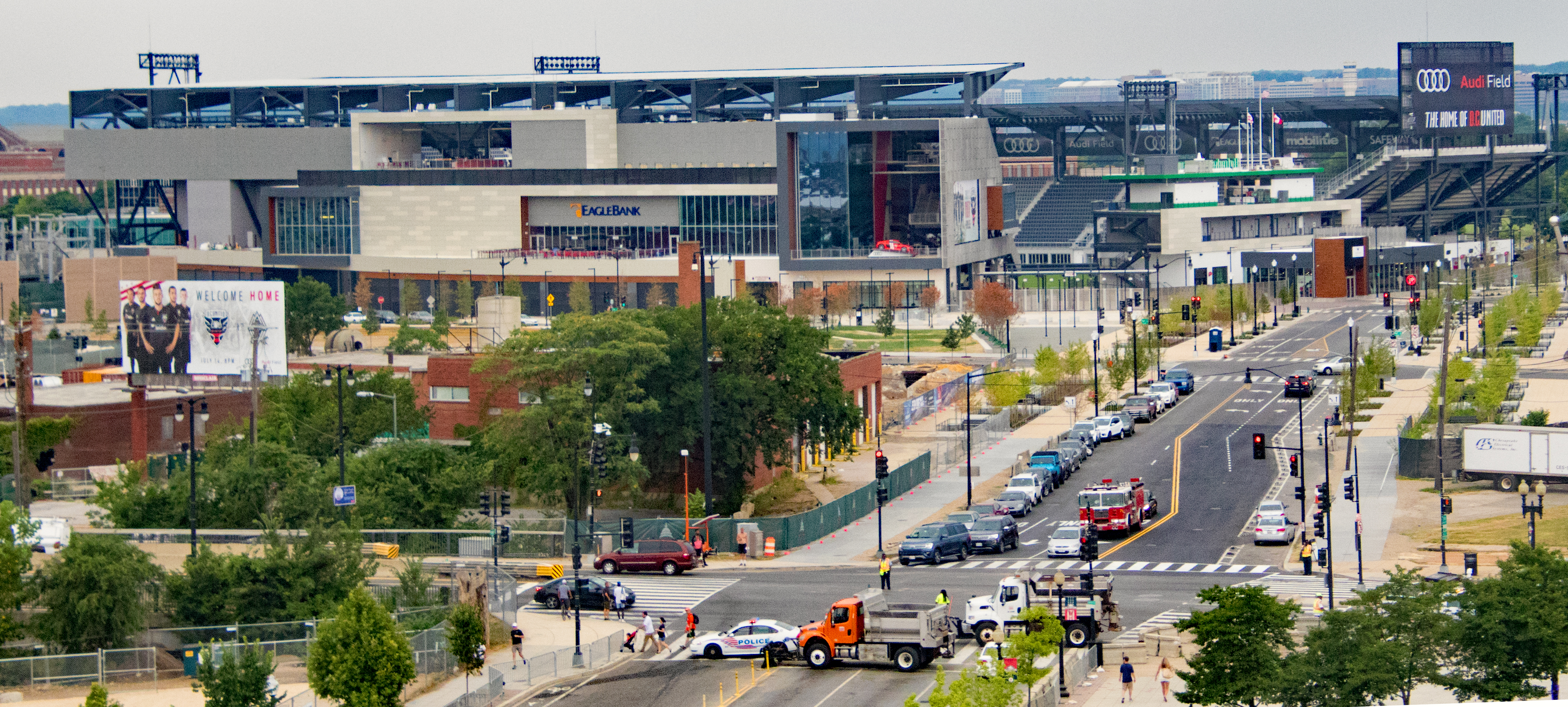
Stadion vanaf een afstand.
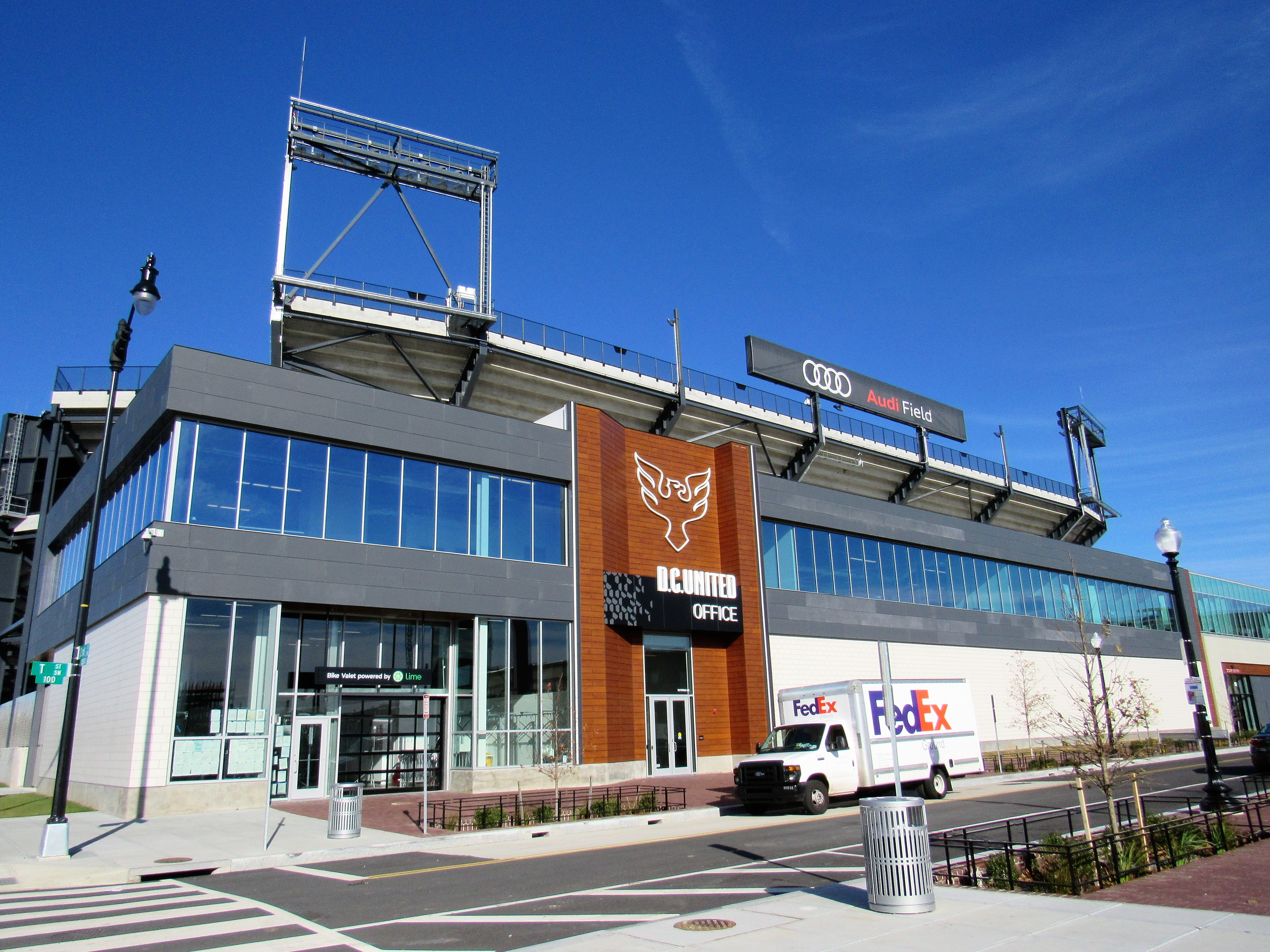
Stadion met logo.